# Ecliptica (Band)
Ecliptica ist eine Metal-Band aus Österreich, die 2005 von dem Gitarristen und Songwriter Markus Winkler gegründet wurde. Die musikalische Bandbreite erstreckt sich von Power Metal bis Hard Rock und die meisten Lieder sind als Duett zwischen Sänger Tom Tieber und Sängerin Sandra Urbanek arrangiert. Die Band bezeichnet ihren Stil selbst als „Metal 'n' Roll“.

## Geschichte
Ecliptica entstand als Studioprojekt des ehemaligen Drunken-Angels-Gitarristen Markus Winkler, unter dessen Namen er das Konzeptalbum The Legend of King Artus (2004) veröffentlichte. Im Jahr 2005 entschloss sich Winkler, aus dem Studioprojekt eine richtige Band zu machen. Als Tom Tieber und Evelin Pieler, die bereits an The Legend of King Artus mitgearbeitet hatten, für den Gesang, und Bernie Scholz (Gitarre, Gesang), Florian Thür (Bass) und Roman Klomfar (Schlagzeug) als Bandmitglieder gefunden wurden, begann Ecliptica Ende 2006 live aufzutreten. 2007 wurde die EP The Awakening veröffentlicht und die Band ging als Sieger des Wacken Metal Battle Bandcontests hervor, was ihnen ermöglichte, am Wacken Open Air 2007 vor 80.000 Zusehern zu spielen.
2008 veröffentlichte Ecliptica ihr erstes Studioalbum Impetus über Frontiers Records und spielten daraufhin zahlreiche Auftritte, unter anderem als Support für In Extremo, Symphony X, Freedom Call, At Vance und Axxis. Die nächsten Jahre waren geprägt von mehreren Line-Up-Wechseln und Van Alen (Gitarre), Sandra Urbanek (Gesang), Roman Daucher (Schlagzeug) und Alexander Basstard (Bass) stießen zur Band. Im Januar 2012 erschien das zweite Studioalbum Journey Saturnine. Noch im selben Jahr verließ Bassist Alexander die Band und wurde Anfang 2013 von Petra „Grooves“ Schuhmayer ersetzt.
Am 15. Januar 2016 ist das dritte Studioalbum Ecliptified erschienen, welches gemeinsam mit Frank Pitters (Dignity, Silverline Music) produziert wurde.
Am 6. November 2020 folgte das vierte Studioalbum 15 In A Row, mit dem die Band zugleich ihr 15-jähriges Bestehen feierte.
Im Februar 2021 gab Sänger Thomas Tieber seinen Ausstieg aus der Band bekannt.

## Stil
Der Stil der Band erstreckt sich von klassischem Power Metal über Melodic Metal bis hin zum Hard Rock und Glam Rock. Als kleinsten gemeinsamen Nenner ihrer musikalischen Einflüsse nennt die Band Queen, Metallica, Iron Maiden, Skid Row, Guns N’ Roses und die Musik der 1980er Jahre im Allgemeinen. Während die Lieder der EP The Awakening (2007) und des ersten Albums Impetus (2008) noch mit Melodic-Metal-Bands wie Sonata Arctica, Stratovarius und Edguy vergleichbar sind, lassen sich auf Journey Saturnine (2012) mehr Hard-Rock-Einflüsse ausmachen. Das Anfang 2016 erschienene Studioalbum Ecliptified tendiert Richtung Hard Rock und enthält sogar Pop-Elemente. Ecliptica bezeichnen ihren Musikstil selbst als „Metal 'n' Roll“.

## Diskografie

### Alben (als Studioprojekt)
- 2004: The Legend of King Artus

### Alben (als Band)
- 2008: Impetus (Frontiers Records)
- 2012: Journey Saturnine
- 2013: Impetus (Wiederveröffentlichung)
- 2016: Ecliptified (Mars Music Productions)
- 2020: 15 in a Row (Mars Music Productions)

### EPs
- 2007: The Awakening (Rebeat Music)

### Singles
- 2011: Love & Misery
- 2015: Round 'n' Round

### Musikvideos
- 2010: Land of Silence
- 2011: Love & Misery
- 2015: Round 'n' Round
- 2020: Masterpiece of Love